# Dom przy pl. Wolności 25 w Bystrzycy Kłodzkiej
Dom przy pl. Wolności 25 w Bystrzycy Kłodzkiej – zabytkowy budynek w mieście Bystrzyca Kłodzka.
Dwupiętrowy dom mieszkalny wybudowany na planie prostokąta w XVII w., przebudowany w XIX w.